# Rosalie Thomass
Rosalie Thomass (München, 14 augustus 1987) is een Duits actrice.

## Biografie
Rosalie Thomass werd in 1987 geboren in München en leerde als kind al muziekinstrumenten bespelen (piano en blokfluit). Ze volgde vijf jaar moderne dans, zong in het schoolkoor en in de schoolband. Vanaf 2001 volgde ze een acteercursus en vanaf 2003 zanglessen. Haar eerste acteerervaring deed ze op in 1997 in het Münchner Volkstheater en vanaf 2001 werd ze lid van de jeugdtheatergroep van de Münchner Kammerspiele. Thomass debuteerde voor de camera in 2003 met een rol in de korte film Emily will sterben. Ze speelde na enkele kleinere rollen in televisiefilms de hoofdrol in Polizeiruf 110: Er sollte tot (2006) en Emilia 1&2 (2005) waarbij ze verscheidene Duitse televisieprijzen won. Haar filmdebuut maakte ze in 2007 in de coming-of-agefilm Beste Zeit. De korte film Das Mädchen mit den gelben Strümpfen waarin Thomass de hoofdrol speelde, won in 2008 de Deutscher Kurzfilmpreis en Thomass won de Askania Award (Shooting-Star-Award) in 2012. Voor haar rol van Marie in Grüße aus Fukushima werd ze in 2016 genomineerd voor de Deutscher Filmpreis voor beste actrice en won ze de Bayerischer Filmpreis voor beste actrice.

## Filmografie

### Films
- 2003: Emily will sterben

- 2005: Gefühlte Temperatur
- 2007: Beste Zeit
- 2008: Anonyma - Eine Frau in Berlin
- 2008: Bergfest
- 2008: Beste Gegend
- 2008: Kleine Lichter
- 2008: Räuber Kneißl
- 2011: Eine ganz heiße Nummer
- 2011: Monika
- 2012: Das Leben ist nichts für Feiglinge
- 2012: Die Abenteuer des Huck Finn
- 2012: Kohlhaas oder die Verhältnismäßigkeit der Mittel
- 2012: Mutter muss weg
- 2014: Beste Chance
- 2015: Taxi
- 2015: Highway to Hellas
- 2016: Die letzte Sau
- 2016: Eine unerhörte Frau
- 2016: Grüße aus Fukushima
- 2019: Eine ganz heiße Nummer 2.0
- 2020: Die Känguru-Chroniken
- 2022: Jagdsaison
- 2022: Die Känguru-Verschwörung
- 2022: Grump
- 2022: Was man von hier aus sehen kann

### Televisie
- 2005: Emilia 1&2
- 2005: Leo
- 2006: Polizeiruf 110: Er sollte tot
- 2008: Einer bleibt sitzen
- 2009: Der Mann aus der Pfalz
- 2009: Tatort: Herz aus Eis
- 2009: Tatort: Tempelräuber
- 2009: Totentanz
- 2010: Die letzten 30 Jahre
- 2010: Kreutzer kommt
- 2010: Neue Vahr Süd
- 2010: Unter Verdacht – Laufen und Schießen
- 2012: Kreutzer kommt … ins Krankenhaus
- 2012: Lena Fauch und die Tochter des Amokläufers
- 2012: Mutter muss weg
- 2013: Tod einer Polizistin
- 2014: Das Zeugenhaus
- 2014: Die Frau aus dem Moor
- 2014: Weiter als der Ozean
- 2015: Die Tote aus der Schlucht

- 2018: 13 Uhr mittags
- 2018: Rufmord
- 2019: Das letzte Wort (Netflix)
- 2020: Unterleuten – Das zerrissene Dorf
- 2020: Ein einfacher Job
- 2020: Jackpot
- 2024: Die Liebeskümmerer

### Series
- 2016: München 7 (Wahre Liebe)
- 2017: Lobbyistin (6 afleveringen)
- 2021: KBV – Keine besonderen Vorkommnisse (6 afleveringen)

### Korte films
- 2003: Emily will sterben
- 2007: Auf Wolke 1
- 2007: Das Mädchen mit den gelben Strümpfen
- 2009: Lebendkontrolle
- 2011: Das Heimweh der Feldforscher
- 2013: Wildwechsel
- 2017: Kleptomami

## Hoorspelen en luisterboeken
- 2006: Die Lebenspraktikanten
- 2006: Storyboard
- 2007: Der Plan von der Abschaffung des Dunkels

- 2008: Jodi Picoult: 19 minuten (luisterboek, karakterverteller: Josie Cormier), der Hörverlag, ISBN 978-3-86717-252-3
- 2019: Apokalypse Baby
- 2022: Elena Ferrante: Neapolitanische Saga (de hoorspelen – Meine geniale Freundin – Die Geschichte eines neuen Namens – Die Geschichte der getrennten Wege – Die Geschichte des verlorenen Kindes) bewerking en regie: Martin Heindel, compositie: Ulrike Haage (15h 30min, als Podcast/Download im BR Hörspiel Pool)

## Prijzen en nominaties
De belangrijkste:
| Jaar | Prijs                 | Categorie     | Film                | Uitslag     |
| ---- | --------------------- | ------------- | ------------------- | ----------- |
| 2016 | Deutscher Filmpreis   | Beste actrice | Grüße aus Fukushima | Genomineerd |
| 2016 | Bayerischer Filmpreis | Beste actrice | Grüße aus Fukushima | Gewonnen    |